# La barraca (sèrie de televisió)
La barraca és una sèrie de televisió dirigida per León Klimovsky i estrenada per Televisió Espanyola el 1979. Es basa en la novel·la homònima de Vicent Blasco Ibáñez, adaptada per Manuel Mur Oti i amb música d'Alfonso Santiesteban. La sintonia d'obertura, Si al final, estava cantada per Victoria Abril. El 30 de març del 2009 la sèrie va ser reestrenada a la pàgina web de Radiotelevisió Espanyola, on es poden mirar complets tots els capítols i de manera permanent.

## Repartiment
- Álvaro de Luna - Batiste
- Marisa de Leza - Teresa
- Victoria Abril - Roseta
- Juan Carlos Naya - Tonet
- Lola Herrera - Pepeta
- Luis Suárez - Pimentó
- Eduardo Fajardo - Barret
- Terele Pávez - Amparo
- Gabriel Llopart - Don Joaquín
- Fernando Hilbeck - Copa
- Adrián Ortega - Salvador
- Miguel Ayones - Metge